# Идеал
 Тази статия е за философски термин.  За математическия термин вижте идеал (теория на пръстените).  
Идеал (на латински: idealis; на гръцки: ίδέα – образ, идея) представлява висша ценност или висш принцип, който даден човек преследва като цел. Това е образец на лични качества и способности, нравствено поведение, съвършенство в отношенията между хората, най-висшето и съвършено устройство на обществото. Идеалът е тясно свързан с понятието за морал, а също така с рай и Бог. Примери за идеал са: идеал за женска красота, идеалите за свобода, братство и равенство.